# Emmeroberlauf und Beberbach
Emmeroberlauf und Beberbach este o arie protejată (arie specială de conservare — SAC, sit de importanță comunitară — SCI) din Germania întinsă pe o suprafață de 131,09 ha, integral pe uscat.

## Localizare
Centrul sitului Emmeroberlauf und Beberbach este situat la coordonatele 51°49′20″N 9°08′42″E / 51.8222°N 9.145°E.

## Înființare
Situl Emmeroberlauf und Beberbach a fost declarat sit de importanță comunitară în martie 2001 pentru a proteja 1 specie de animale. Situl a fost protejat și ca arie specială de conservare în decembrie 2002.

## Biodiversitate
Situată în ecoregiunea continentală, aria protejată conține 4 habitate naturale: Cursuri de apă de la nivel de câmpie la nivel montan, cu vegetație Ranunculion fluitantis și Callitricho-Batrachion, Liziere de ierburi înalte hidrofile de câmpie și de nivel montan până la alpin, Izvoare petrifiante cu formare de travertin (Cratoneurion), Păduri aluvionare cu Alnus glutinosa și Fraxinus excelsior (Alno-Padion, Alnion incanae, Salicion albae).
La baza desemnării sitului se află o specie protejată de  pești: cicar (Lampetra planeri).
Pe lângă speciile protejate, pe teritoriul sitului au mai fost identificate 2 specii de plante, 1 specie de amfibieni, 1 specie de nevertebrate.